# 금나라
대금(大金), 약칭 금(金)은 중세 만주와 북중국을 지배한 왕조로 여진족 완안부의 아골타가 1115년 황제에 즉위하여 국호를 대금(大金) 연호를 수국(收國)으로 정하면서 건국됐다.
이후 아골타는 요나라를 멸망시켰다. 이후 금 태종은 남하하여 북송을 멸하였고, 남송을 정벌하기 위하여 대규모 군사 원정을 일으켰고, 이 전쟁은 향후 몇 백년 동안 지속되었다. 한편 북쪽의 칭기스 칸은 유연, 고차, 케레이트, 나이만 같은 부족들을 병합하고 마침내 1211년에 금나라를 공격하였다. 1234년에 금나라는 몽골 제국의 공격으로 멸망하였다.

## 국호
발해 대족 출신으로 고영창의 반란 때에 여진족에 항복한 발해인 양박은 완안 아골타에게 황제를 칭하라고 권했고 완안 아골타는 칭제하게 하였다. 국호의 유래는 여러 유래가 있으나, 일설에 따르면 태조 완안 아골타가 다음과 같이 말하였다고 한다.
"요나라는 빈철(賓鐵)을 국호로 삼아 그 견고함을 취하였지만, 결국에는 또한 녹이 슬고 부러지니, 오직 금만이 변하지 않고, 무너지지 않는다. 금의 색깔은 휜색인데, 완안부의 색깔 또한 휜색이다."

 언어는 기록이 거의 남아 있지 않지만 청나라 만주어 기록으로 대금을 '암바 아이신 구룬(만주어: ᠠᠮᠪᠠ ᠠᡳ᠌ᠰᡳᠨ ᡤᡠᡵᡠᠨ)'이라고 부르고 있다. 하지만 해당 언어는 만주어이기 때문에 실제 대금의 국호였는지 불확실하다. 여진어는 거란어의 영향을 짙게 받은 현재 만주어와는 다르며, 언어적으로 보았을 때 고구려의 영향을 받았다. 당대의 기록을 어느정도 검증해 보았을때, 그들의 국호에 당대 여진어로 금을 뜻하는 '알춘'이 들어갔던 것은 확실해보인다. 이를 바탕으로 추정해본다면, 아마도 당대 여진어로는 '암반 알춘(/amba-an alcu-un/)' 또는 '암반 알춘 구룬(Amban Altʃun Gurun)' 등이 될 것이다. 한편 거란어로는 nik(니크) 나 niku(니쿠) 등으로 불렸다.

## 역사

### 건국
금나라는 1115년, 현대 지린성과 헤이룽장성에 걸쳐 살던 여진족 완안부의 수장 아골타에 의하여 세워졌다. 구전에 의하면 아골타는 완안 함보의 후손이었다고 전해진다. 원래 여진족들은 이 당시까지만 해도 거란족이 세운 요나라의 지배를 받았는데, 이 시기에 한족들은 거란족들에게 강간을 당하거나 잡혀가 무고하게 죽임을 당하는 일도 비일비재하였다. 여진족들은 요나라에 반란을 일으키고 금나라를 건국하였다. 1121년, 송나라는 금나라와 해상의 맹약을 맺어 함께 요나라를 무너뜨리기로 하였고 곧바로 요나라에 대한 합동공격에 나섰다. 하지만 전쟁에서 송나라 군대가 요나라에 맞서 고전하는 와중에, 금나라 군대는 요나라에 연전연승을 거두었다. 결국 금나라 군대는 요나라를 멸망시켰고, 요나라의 영토 대부분을 차지하였다. 금 태종은 여진족 군사들을 이끌고 송나라 원정에 나섰으며 기병 위주의 여진족 군대가 송나라에 물밀듯 밀려오자 송나라는 연일 패배하였고 송나라 전체가 황폐해졌다. 금나라는 손쉽게 1127년 1월 9일에 송나라의 수도 개봉을 점령하여 송나라(북송)은 멸망하였다. 금 태종은 송나라의 황제 흠종과 태상황이었던 휘종을 잡아갔고, 이들과 함께 조정의 고관대작들도 대거 납치해갔다. 금 태종은 송나라 흠종과 휘종의 황후와 후궁들 모친들을 잡아 기방으로 보내 기생으로 삼았다. 이를 정강의 변이라고 칭한다. 이후 송나라의 한족 잔당들은 중국 강남 지방으로 후퇴하여 고종을 새로운 황제로 옹립하였고, 이 시기 이후의 송나라를 남송이라고 부른다. 이후 금나라는 남송과 지속적으로 전쟁을 벌였고 남송 전체가 금나라군에 의해 유린되었다. 남송 조정에서는 금나라의 위협에 주화파가 득세하였고 1141년에 남송의 진회가 금나라와 굴욕적인 평화협상을 맺으며 일시적으로나마 평화가 찾아왔다. 이 협상에서 굴복한 송나라는 화이허 이북의 영토를 모두 금나라에 내주어야 했으며, 당대 남송의 충신이였던 악비를 죽여야만 했다. 게다가 금나라에 세공(歲貢)으로 매년 은(銀) 25만량과 비단 25만 필을 조공하고 수 만명의 남송 여성들을 공녀로 보내기로 합의하였다.
금나라의 사회에서는 지배층이 여진족이며 피지배층은 정복된 한족이였다. 물론 항복하여 여진족에 충성을 맹세한 한족들은 등용될 수 있었다. 여진족에 충성을 맹세하고 등용된 한족들은 남송에게서 한간이라고 불렸다. 당시 호구 조사가 제대로 되지 않았고 기록도 없기 때문에 인구는 추측에 불가하나 여진족과 한족의 수는 차이가 별로 없었다. 현재 중국의 인구에서 한족이 다수이기 때문에 금나라도 여진족이 소수, 한족이 다수로 잘못아는 경우가 있는데 호구 조사에 대한 자세한 기록이 없으며 금나라가 언급한 여진족 군대의 숫자를 보면 한족과 인구면에서 차이가 없다는 것을 알 수 있다. 중국 역사에서 '한족'을 내세울 수 있었던 것은 소수 귀족 계층 뿐이었고 대다수 인구를 구성하던 백성들은 족속에 포함되지 못했고 성씨 또한 없었으며 남송의 경제를 지탱하는 것은 인구 대다수를 차지하던 소농들의 수전(水田) 농작이였다.
북송을 정복한 이후 많은 여진인들이 화북에 살기 시작하였으며 각 성에는 여진족들을 보내 한족들을 통솔, 감시하며 지배하였다. 여진족들에게는 지주들로서 땅이 배분되었으며 한족으로 이루어진 많은 소농들이 배분되어 여진족들의 재산이 되었다. 각각 군직의 의무가 부여되었다. 여진족들은 여진족들 끼리만 결혼하게 하였는데 이 규제는 1191년에 철폐되었다. 1135년에 금 태종이 사망한 이후 황위에 오른 자들은 모두 금 태조의 손자들이었다. 정복되어 피지배층으로 전락한 한족들은 여진족에게 차별을 받았고 송나라에 협력한 한족들은 살해되었다.
해릉양왕(海陵煬王), 혹은 '해릉왕'은 종실 내 반대 세력을 제거하고 남송을 멸망시켜 한족들을 모두 정복하려는 야심이 있었고, 이를 위하여 강제 징병을 실시하였다. 강제징병에 시달리던 거란족이 반란을 일으킨 틈을 타 금나라 황실 내 반대 세력이 해릉왕을 쫓아내고 랴오양에서 오록(烏祿, 세종)을 금나라 황제로 옹립했다.
금나라 희종은 말년에 점차 술에 빠졌으며, 그를 비판하는 관리들을 모두 참살하며 폭정을 펼쳤다. 그는 심지어 최측근인 완안부의 인물들도 그에게 반대했다는 이유로 죽여버렸으며, 이는 여진 지도계급 내에서 엄청난 반발을 불러왔다. 결국 1149년, 희종은 암살되었고 그의 뒤를 의어 완안량이 해릉왕으로 즉위하였다. 해릉왕은 황위를 찬탈한 직후, 송나라를 함락시키기로 하였다. 1153년에 해릉왕은 금나라 수도를 상경회령부에서 중도대흥부(지금의 베이징)로 옮겼고, 4년이 지난 1157년에는 중도대흥부의 중요성을 높이기 위하여 상경에 남아있던 여진족들의 집까지 모두 중도대흥부로 강제로 옮기도록 명하였다. 해릉왕은 1127년에 금나라에 의해 함락된 이래 폐허로 남아있던 옛 송나라의 수도 개봉(카이펑)도 재건하여 금나라의 남쪽 도시로 삼았다.
해릉왕은 여진족 군대에게 명하여 1161년에 남송을 원정하게 하였는데 이때 많은 남송의 한족들이 죽거나 끌려갔다. 황제의 눈이 딴데로 쏠린 틈을 타 상경에서 반란이 일어났다. 또 거란족들도 해릉왕의 폭정에 반발하여 동시에 반란을 일으켰다. 이후 얼마 되지 않아 해릉왕의 사촌 완안옹이 중심이 되어 세종으로 즉위하였다. 해릉왕은 반란을 진압하기 위하여 남송에서 철수할 수 밖에 없었다. 남송을 공격하기 위해 강제징병을 지속한 해릉왕은 지지기반이 거의 사라지다시피 하였으며 결국 그는 휘하 장군들에게 1161년 12월에 살해당하고 말았다.
금나라 세종이 황제가 되었고 1164년이 되어서야 세종은 겨우 거란족의 반란을 진압할 수 있었다. 거란족들을 다시 금나라 군대로 편입시켜 군을 강화하고자 했다. 허나 이미 금나라의 국력은 반란 때문에 심각할 정도로 약화되어 있었고, 결국 세종은 국력 강화 정책을 펴기 위해 일단 남쪽의 송나라와 화의를 맺어 안정을 도모하고자 했다. 금나라는 1164년에 송나라와 용흥화의를 맺었다. 송나라는 용흥화의를 맺지 않으려 했으나 금나라의 위협에 굴복하였다.
1180년대 세종은 탈세를 방지하고 여진족들의 기틀을 잡기 위하여 200여 호에 달하는 맹안을 다시 만들었으며, 농경지 개발을 크게 장려했다. 세종의 선정 덕분에 금나라는 빠르게 번영하였으며, 쌀 생산량도 크게 늘어났다. 세종은 여진족의 풍습을 번영시키기 위해 여진어를 사용을 모든 백성에게 장려했고, 여러 문학작품들을 여진어로 편찬하였고 황실 주도의 여진 학교를 만드는 등 큰 노력을 쏟았다. 또한 과거제를 여진어로 보게 하여 여진어를 사용이 번영을 이루었다. 하지만 그만큼 한족들의 차별은 더 심해지고 말았다. 세종은 1161년부터 1189년까지 통치했으며, 그의 치세는 금나라 역사상 최고의 전성기로 평가받는다. 백성들도 그를 존경하였으며, 세종을 종종 전설적인 임금 요순과 비교하곤 하였다.
세종 사후, 장종이 황위에 올랐다. 세종의 손자인 장종은 여진족들의 문화를 중시하였다. 1207년, 남송 정권은 금나라를 토벌하려 들었으나 금나라 군대는 효과적으로 이들을 몰아냈다. 이후 금나라는 이를 빌미 삼아 송에게 더 많은 공물과 공녀를 조공할 것을 요구하였고 남송은 이에 굴복하였다. 당시 장종이 추진한 화약에 따르면 남송이 금에게 주어야 할 물건은 은 20만 냥, 비단 20만으로 바뀌었으며 세공(歲貢)이라는 칭호에서 세폐(歲幣)라는 단어로 바뀌었다. 또한 송나라를 협박하여 송나라 재상이자 주전론자였던 한탁주를 처형시키도록 요구하였고, 송나라 조정은 이를 들어줄 수 밖에 없었다.

### 멸망
13세기 초, 금나라는 점차 북쪽의 몽골의 위협을 받기 시작하였다. 1205년, 몽골의 칭기즈 칸은 서하를 침공하였고 서하 바로 옆에 있던 금나라도 점차 위기감을 느끼기 시작한 것이다. 1211년에는 5만 명에 달하는 몽골 기병들이 금나라로 침략하여 전쟁이 일어났다. 당시 금나라는 15만 명에 달하는 기병들로 이들에게 맞섰으나 패퇴하였다. 결국 위소왕 때 몽골군의 침입으로 금나라의 국력은 약화되었다. 이후 1213년, 몽골족들은 금나라의 수도 중도대흥부를 공격하였고, 1214년 여름에 금나라는 몽골과 조약을 맺으며 전쟁을 피해를 줄이려고 하였다. 이후 선종은 중도대흥부를 버리고 개봉으로 수도를 천도하여 몽골의 위협을 어떻게든 피해보고자 하였다.
1216년, 금나라 조정의 신하들이 금나라 선종에게 송나라를 정벌하여 몽골에게 받은 분을 풀자고 제안하였다. 선종은 이 제안을 받아들여 송나라를 공격하였으나, 양쯔 강에서 송나라 군에게 패하면서 위신이 추락하였다. 이후 황위에 오른 애종은 국난을 타개하고자 송나라와의 전쟁을 끝내고 수도로 돌아와 나라를 안정시키고자 했다. 그는 서하의 탕구트족과도 평화협정을 맺었다.
1227년에는 칭기즈 칸이 죽었고, 그의 후계자인 오고타이 칸은 1232년 금나라를 다시 침공하였다. 1233년에 애종은 개봉을 탈출해 허난지역을 전전하다가 1234년에 채주에서 몽골군에게 포위당하자 자살했다. 뒤이은 말제도 몽골군에게 살해되어 금나라는 멸망했다.

## 정부기구
금나라는 초기에는 여진족의 제도를 그대로 사용하고 기존의 요의 제도를 그대로 도입했다. 희종과 해릉왕 때 정치제도 개혁을 단행했고, 세종 때 정치제도를 확립했다. 금은 기본적으로 송의 법제를 따르면서도 고유한 특징을 가지고 있었다.
여진의 대표 관제는 발극렬(勃克烈/bogile)로, 약 20년 동안 시행하다가 중국 관제인 3성제를 도입하면서 폐지했다. 발극렬은 관장(官長), 관인(官人), 또는 부족 수장을 뜻하는데, 황제도 그 일원이었다. 초기에는 종실의 최고 실력자들을 발극렬에 임명해서 회의를 통해 국가의 중요 사항을 결정했다. 해릉왕 때에 중서성과 문하성을 폐지하고 상서성으로 통합했다.
금나라는 여진족이 세운 국가이다. 군사력을 유지하려고 여진족을 보호·우대했고 복속된 한족들을 직접 통치했다.
지방은 전국을 19개 로(路)로 나누고, 그 아래에 부(府)나 주(州)를 두고, 다시 그 아래에 현(縣)을 두었다. 로에는 도총관(都總管), 부에는 윤(尹), 주에는 절도사(節度使)·방어사(防禦使)·자사(刺史), 현에는 지현(知縣)을 임명해 다스렸다.
금나라는 초기에는 여진족의 관습법에 따르다가 화베이를 정복한 이후 1145년에 역대 중국법을 참고해 <황통조제>를 편찬했다. 해릉왕 때 <정융속황제조>를 만들어 귀족의 특권을 제한했고, 세종 때는 <대정중수제조>를 반포했다. 장종 때는 금의 기본법이 되는 <태화율령>을 반포했다.
금나라는 복속된 한족을 통치하기 위해 여진족들이 화베이로 이주케 한 다음 여진족들에게 수 많은 토지와 소를 지급하고 한족들을 노비로 강등시켜 여진족들에게 나누어 주고 한족 소농들을 이용해 벼농사를 하게 하였다. 또한 여진족에게는 세금을 줄여 정착을 도왔다. 하지만 여진족을 우대한 만큼 한족에 대한 탄압은 심해졌다. 사회 지위도 지배층으로서 한족보다 높아서 형벌을 받을 때에도 한족은 불리한 판결을 여진족은 유리한 판결을 받았다.  또한 여진족과 한족 간의 계층간의 격차가 심해졌다. 더 나아가서 세종은 여진 정신을 고취하고 근면 검약한 생활을 유도했고, 한족의 토지를 토지를 몰수해 여진족 나누어 주어 풍요로운 삶을 살게 하였다. 이로인한 차별정책으로 여진족과 한족 사이의 반목이 더욱 깊어져 심각한 문제를 일으켰다.

## 군사제도
초기에는 군사도 독립된 제도 없이 맹안·모극이 통솔했다. 이후 태조는 항복한 요나라군에 요의 제도인 도총관제(都總管制)를 그대로 적용했다. 태종 때는 군사 최고 기관으로 도원수부(都元首府)를 두어 북송을 공격했다. 해릉왕은 도원수부의 세력이 강대해지자 이를 폐지하고 추밀원을 설치했다. 추밀원은 상서성에 속한 참모기관으로 군대 지휘권은 없었다.

## 경제
금나라는 영토는 넓었지만 경제 가치가 있는 곳은 화베이뿐이었다. 그러나 화베이지역도 물산이 풍부하지는 않았기 때문에 주요 물자는 남송에서 수입할 수밖에 없었다. 그래서 남송과 분쟁이 지속되면 전국민이 물자 부족으로 곤란을 겪었다.
정부는 주로 조세로 국고를 충당했는데 여진족이 화베이로 이주하면서 조세 수입이 크게 줄어 재정난에 직면했다. 그러자 세종은 재정을 확보하려고 물력전을 실시했다. 물력전은 한족을 대상으로 재산에 따라 부과했다. 그러나 이 제도로 한족은 정부에 반감을 품게 되었다. 한편, 해릉왕 때 동전 부족 현상을 해결하고자 교초를 발행했다. 그러나 교초는 장종 이후 재정 궁핍으로 남발해서 가치가 폭락했고, 정부는 신임을 잃어갔다. 재정 위기 때문에 돈을 받고 관직과 도첩 등을 파는 일이 잦았다.

## 문화
여족은 이미 농경 생활을 하고 있었고 정주 목축을 하였다. 태조는 여진 문화를 보존하려고 거란문자를 본떠 여진대자를 만들었고, 희종은 여진소자를 만들었다. 세종은 여진부학, 여진국자학 등의 학교를 세워 여진문자를 가르쳤고, 여진진사과를 설치해 여진족 관리를 양성했다. 또한 문화면에선 고전들을 여진어로 번역하고, 여진족이 한자식 성명을 쓰거나 한족의 복식을 입지 못하게 하는 등 한족에 동화되는 것을 막고자 했다. 현대 만주어로 금나라 국호는 암반 암춘 구룬이나 현대 만주어는 몽골제국 이후 몽골어화했기 때문에 금나라 시절 국호 때 여진어는 현대 만주어와 꽤 상이하다.
여진족은 전통적으로 원시 샤머니즘을 숭배했다. 요나라를 멸망시킨 후에는 요나라에서 융성했던 불교를 들여왔는데, 화베이지역에서는 유학이 크게 발전했다. 하지만 12세기 중반이 되자 불교는 쇠퇴하게 되었고, 대신 도교가 성행하였다.

## 역대 황제
| 대수  | 묘호                            | 시호                                                                          | 성명                             | 재위기간        | 능호       |
| ----- | ------------------------------- | ----------------------------------------------------------------------------- | -------------------------------- | --------------- | ---------- |
| -     | 금 시조 (金始祖) (금 태조 추숭) | 의헌경원황제 (懿憲景元皇帝)                                                   | 완안함보 (完顔函普)              | 941년 ~ 960년   | 희릉(熙陵) |
| -     | -                               | 연목현덕황제 (淵穆玄德皇帝) (금 태조 추숭)                                    | 완안오노 (完顔烏魯)              | 960년 ~ 962년   | 희릉(熙陵) |
| -     | -                               | 화정경안황제 (和靖慶安皇帝) (금 태조 추숭)                                    | 완안발해 (完顔跋海)              | 962년 ~ 983년   | 건릉(建陵) |
| -     | 금 헌조 (金獻祖) (금 태조 추숭) | 순렬정소황제 (純烈定昭皇帝)                                                   | 완안수가 (完顔綏可)              | 983년 ~ 1005년  | 휘릉(輝陵) |
| -     | 금 소조 (金昭祖) (금 태조 추숭) | 무혜성양황제 (武惠成襄皇帝)                                                   | 완안석노 (完顔石魯)              | 1005년 ~ 1021년 | 안릉(安陵) |
| -     | 금 경조 (金景祖) (금 태조 추숭) | 영렬혜환황제 (英烈惠桓皇帝)                                                   | 완안오고내 (完顔烏古迺)          | 1021년 ~ 1074년 | 정릉(定陵) |
| -     | 금 세조 (金世祖) (금 태조 추숭) | 신무성숙황제 (神武聖肅皇帝)                                                   | 완안핵리발 (完顔劾里鉢)          | 1074년 ~ 1092년 | 영릉(永陵) |
| -     | 금 숙종 (金肅宗) (금 태조 추숭) | 명예목헌황제 (明睿穆憲皇帝)                                                   | 완안파자숙 (完顔頗刺淑)          | 1092년 ~ 1094년 | 태릉(泰陵) |
| -     | 금 목종 (金穆宗) (금 태조 추숭) | 장순효평황제 (章順孝平皇帝)                                                   | 완안영가 (完顔盈歌)              | 1094년 ~ 1103년 | 헌릉(獻陵) |
| -     | 금 강종 (金康宗) (금 태조 추숭) | 헌민공간황제 (獻敏恭簡皇帝)                                                   | 완안오아속 (完顔烏雅束)          | 1103년 ~ 1113년 | 교릉(喬陵) |
| 제1대 | 금 태조 (金太祖)                | 응건흥운소덕정공인명 장효대성무원황제 (應乾興運昭德定功仁明 莊孝大聖武元皇帝) | 완안아골타 (完顔阿骨打) (아구다) | 1113년 ~ 1115년 | 예릉(睿陵) |

| 대수   | 묘호                               | 시호                                                                                              | 성명                | 여진 이름       | 연호                                                                             | 재위기간        | 능호                |
| ------ | ---------------------------------- | ------------------------------------------------------------------------------------------------- | ------------------- | --------------- | -------------------------------------------------------------------------------- | --------------- | ------------------- |
| 제1대  | 금 태조 (金太祖)                   | 응건흥운소덕정공인명 장효대성무원황제 (應乾興運昭德定功仁明 莊孝大聖武元皇帝)                     | 완안민 (完顔旻)     | 아골타 (阿骨打) | 수국(收國) 1115년 ~ 1116년 천보(天輔) 1117년 ~ 1123년                            | 1115년 ~ 1123년 | 예릉(睿陵)          |
| 제2대  | 금 태종 (金太宗)                   | 체원응운세덕소공 철혜인성문열황제 (體元應運世德昭功 哲惠仁聖文烈皇帝)                             | 완안성 (完顔晟)     | 오걸매 (吳乞買) | 천회(天會) 1123년 ~ 1135년                                                       | 1123년 ~ 1135년 | 공릉(恭陵)          |
| -      | 금 휘종 (金徽宗) (금 희종 추숭)    | 윤공극양효덕현공 우성경선황제 (允恭克讓孝德玄功 佑聖景宣皇帝)                                     | 완안종준 (完顔宗峻) | 승과 (繩果)     | -                                                                                | -               | -                   |
| 제3대  | 금 희종 (金熙宗) (금 민종(金閔宗)) | 홍기찬무장정효성황제 (弘基纘武莊靖孝成皇帝) (무령황제(武靈皇帝))                                  | 완안단 (完顔亶)     | 합랄 (合剌)     | 천회(天會) 1135년 ~ 1137년 천권(天眷) 1138년 ~ 1140년 황통(皇統) 1141년 ~ 1149년 | 1135년 ~ 1149년 | 사릉(思陵)          |
| -      | 금 덕종 (金德宗) (해릉양왕 추숭)   | 헌고홍도문소무열 장효예명황제 (憲古弘道文昭武烈 章孝睿明皇帝) (명숙황제(明肅皇帝))                | 완안종간 (完顔宗幹) | 알본 (斡本)     | -                                                                                | -               | -                   |
| 제4대  | -                                  | - (해릉양왕(海陵煬王))                                                                            | 완안량 (完顔亮)     | 적고내 (迪古乃) | 천덕(天德) 1149년 ~ 1153년 정원(貞元) 1153년 ~ 1156년 정륭(正隆) 1156년 ~ 1161년 | 1149년 ~ 1161년 | 해릉왕묘 (海陵王墓) |
| -      | 금 예종 (金睿宗) (금 세종 추숭)    | 입덕현인계성광운 문무간숙황제 (立德顯仁啓聖廣運 文武簡肅皇帝)                                     | 완안종요 (完顔宗堯) | 와리타 (訛里朶) | -                                                                                | -               | 경릉(景陵)          |
| 제5대  | 금 세종 (金世宗)                   | 광천흥운문덕무공 성명인효황제 (光天興運文德武功 聖明仁孝皇帝)                                     | 완안옹 (完顔雍)     | 오록 (烏祿)     | 대정(大定) 1161년 ~ 1189년                                                       | 1161년 ~ 1189년 | 흥릉(興陵)          |
| -      | 금 현종 (金顯宗) (금 장종 추숭)    | 체도홍인영문 예덕광효황제 (體道弘仁英文 睿德光孝皇帝)                                             | 완안윤공 (完顔允恭) | 호토와 (胡土瓦) | -                                                                                | -               | 유릉(裕陵)          |
| 제6대  | 금 장종 (金章宗)                   | 헌천광운인문의무 신성영효황제 (憲天光運仁文義武 神聖英孝皇帝)                                     | 완안경 (完顔璟)     | 마달갈 (麻達葛) | 명창(明昌) 1190년 ~ 1196년 승안(承安) 1196년 ~ 1201년 태화(泰和) 1201년 ~ 1208년 | 1189년 ~ 1208년 | 도릉(道陵)          |
| 제7대  | -                                  | 폐황제 (廢皇帝) (위소왕(衛紹王))                                                                  | 완안윤제 (完顔允濟) | 흥승 (興勝)     | 대안(大安) 1209년 ~ 1211년 숭경(崇慶) 1212년 ~ 1213년 지녕(至寧) 1213년          | 1208년 ~ 1213년 | -                   |
| 제8대  | 금 선종 (金宣宗)                   | 계천흥통술도근인 영무성효황제 (繼天興統述道勤仁 英武聖孝皇帝)                                     | 완안순 (完顔珣)     | 오도보 (吾睹補) | 정우(貞祐) 1213년 ~ 1217년 흥정(興定) 1217년 ~ 1222년 원광(元光) 1222년 ~ 1223년 | 1213년 ~ 1224년 | 덕릉(德陵)          |
| 제9대  | 금 애종 (金哀宗) (금 의종(金義宗)) | 경천덕운충문정무 성렬효장황제 (敬天德運忠文靖武天 聖烈孝莊皇帝) (순황제(順皇帝)) (민황제(閔皇帝)) | 완안수서 (完顔守緖) | 영갑속 (寧甲速) | 정대(正大) 1224년 ~ 1232년 개흥(開興) 1232년 천흥(天興) 1232년 ~ 1234년          | 1224년 ~ 1234년 | -                   |
| 제10대 | - (금 소종(金昭宗))                | 말황제 (末皇帝)                                                                                   | 완안승린 (完顔承麟) | 호돈 (呼敦)     | -                                                                                | 1234년          | -                   |

## 같이 보기
- 금나라 역대 황제 가계도